# 印南祭
印南祭（いなみまつり）は、和歌山県日高郡印南町山口に鎮座する山口八幡神社と同町印南に鎮座する印南八幡神社両社の祭礼のこと。 両社の祭日とも10月2日と同日であり、お旅所も同町印南の浜辺である為、同一視されているが、両社の氏子圏は明確に分かれており、両社の祭礼は別々である。